# Дамам
Дамам (на арабски: الدمام) е столица на Източната провинция в Саудитска Арабия (най-богатият на петрол регион в света). В града са разположени съдебните и административни органи на Източната провинция, както и няколко министерства. Дамам е най-големият град на провинцията и пети по големина в Саудитска Арабия след Риад, Джеда, Мека и Медина. Населението му е 903 312 души (по данни за 2010 г.). Той е важен търговски център и пристанище в Саудитска Арабия.
Дамам, както и останалата част от Източната провинция, се обслужва от международното летище „Крал Фахд“, най-голямото летище в света по площ (около 780 km²), което е на около 20 km северозападно от града.
Морското пристанище на Дамам, „Крал Абдул Азиз“, е най-голямото на Персийския залив. Неговият вносно-износен трафик е на второ място в страната след пристанището в Джеда.